# Saint-Fraimbault-de-Prières
Saint-Fraimbault-de-Prières ist eine französische Gemeinde mit 946 Einwohnern (Stand 1. Januar 2022) in der Region Pays de la Loire, im Département Mayenne, im Arrondissement Mayenne und im Kanton Lassay-les-Châteaux.

## Geografie
Die Gemeinde Saint-Fraimbault-de-Prières liegt am Fluss Mayenne, sechs Kilometer nördlich der Stadt Mayenne. Umgeben wird sie von den Nachbargemeinden Saint-Loup-du-Gast im Norden, Montreuil-Poulay im Nordosten, Champéon im Osten, Aron im Südosten, Mayenne im Süden, Parigné-sur-Braye im Südwesten, Oisseau im Westen sowie La Haie-Traversaine im Nordwesten.

## Geschichte

### Internierungslager Camp de Guelaintin
Das Camp de Guelaintin wurde laut der Fondation pour la Mémoire de la Déportation von März bis Oktober 1940 zur Internierung deutscher Staatsbürger benutzt. Nach einer weiteren Quelle handelte es sich um ein Internierungslager für „gefährliche Unerwünschte“ („indésirables dangereux“), das vermutlich im Juni 1940 evakuiert wurde. Offiziell wurde das Camp als Lager Nr. 5 des 4. Militärbezirks bezeichnet.

## Bevölkerungsentwicklung

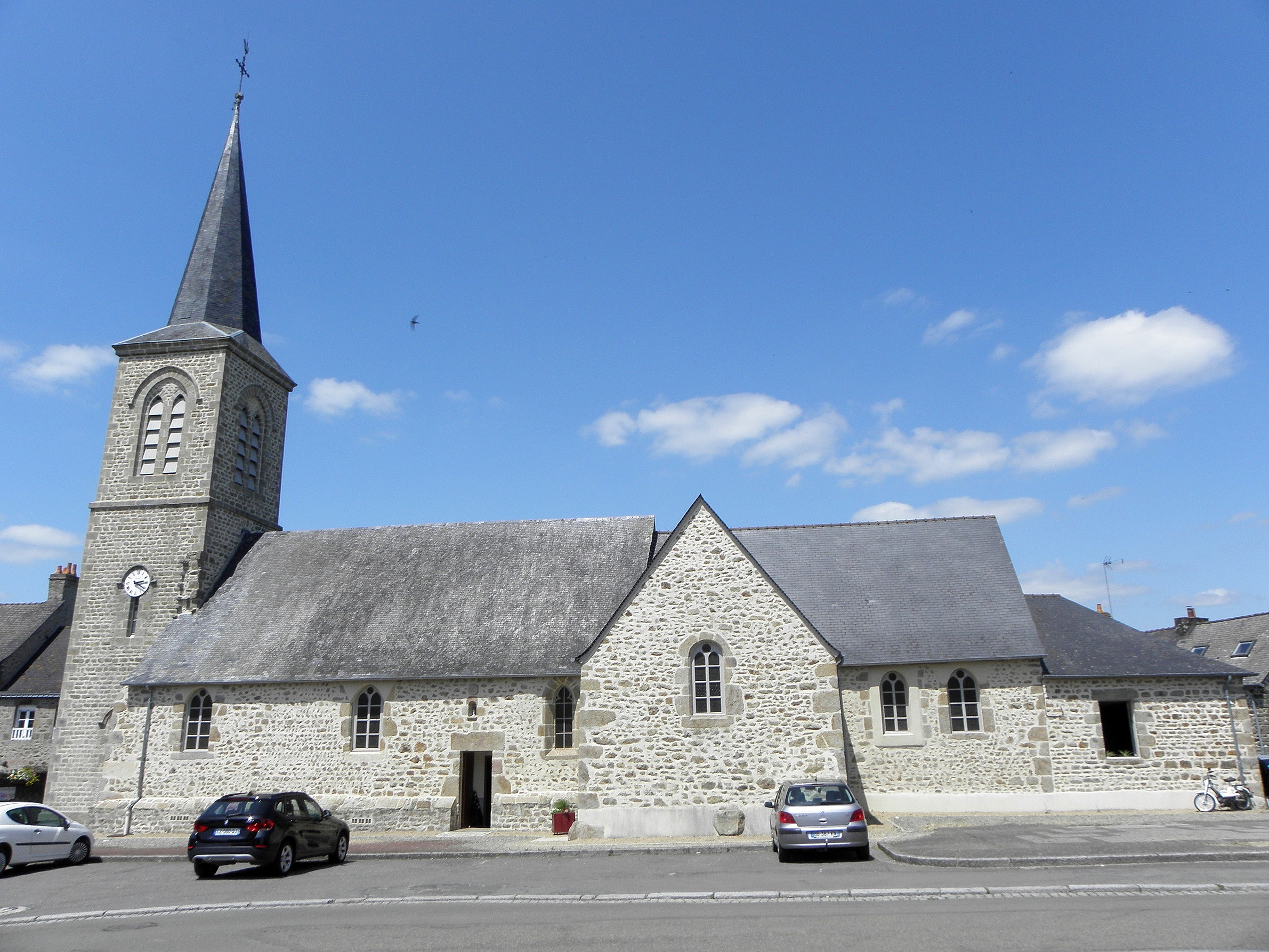
Kirche Saint-Fraimbault

| Jahr      | 1962 | 1968 | 1975 | 1982 | 1990 | 1999 | 2007 | 2019 |
| Einwohner | 641  | 659  | 643  | 706  | 750  | 904  | 982  | 993  |

## Persönlichkeiten
- Julien-François Morin de la Girardière (1735–1794), Priester, einer der vierzehn Märtyrer von Laval

## Partnergemeinde
- Sielenbach in Bayern, seit 1992